# Движение за демократию (Кабо-Верде)
Движение за демократию (порт. Movimento para a Democracia, MpD) — христианско-демократическая и либеральная партия в Кабо-Верде. Основанная в 1990 году, она была правящей партией с 1991 по 2001 год и вернулась к власти на парламентских выборах 2016 года. Ее члены получили прозвище «os ventoinhas» (вентиляторы) на португальском языке, что является отсылкой к логотипу партии.

## История
Партия Движение за демократию была создана 14 марта 1990 года Карлосом Вейгой после того, как премьер-министр Педро Пиреш из Африканской партии независимости Кабо-Верде (ранее единственная легальная партия) разрешил ее создание. Партия была публично создана в мае 1990 года, а ее первый съезд состоялся в ноябре 1990 года.
На парламентских выборах в январе 1991 года, первых многопартийных выборах в истории страны, партия Движение за демократию получила 56 из 79 мест в Национальной ассамблее. На президентских выборах в следующем месяце кандидат от партии Антониу Маскареньяс Монтейру победил действующего президента Аристидиса Перейру.
После второго съезда в январе 1993 года внутри партии произошли расколы, в результате которых возникли две группы, Список A и Список B. Раскол в 1994 году привел к созданию партии демократической конвергенции. Несмотря на потерю шести мест, партия сохранила свое парламентское большинство на выборах 1995 года, в то время как Монтейру был переизбран без сопротивления на президентских выборах в следующем году.
На парламентских выборах в январе 2001 года партия потеряла еще 20 мест, поскольку потерпела поражение от Африканской партии независимости Кабо-Верде. На президентских выборах в феврале 2001 года партия Движение за демократию выдвинула кандидатуру Вейги, но во втором туре голосования он потерпел поражение от Пиреса из Африканской партии независимости Кабо-Верде, набрав всего 12 голосов.
На парламентских выборах 2006 года партия потеряла еще одно место и была сокращена до 29 депутатов. Вейга снова потерпел поражение от Пиреса на президентских выборах позже в том же году.
Несмотря на то, что на парламентских выборах 2011 года партия получила три места, она осталась в оппозиции. Однако на президентских выборах в том же году кандидат от партии Движение за демократию Хорхе Карлос Фонсека победил Мануэля Иносенсио Соузу из Африканской партии независимости Кабо-Верде с результатом 54—46 %.
В июле 2013 года Улиссеш Коррейя и Силва, мэр столицы Прайи, стал новым председателем партии после Карлоса Вейги, который ушел в отставку через пять лет.
Фонсека был переизбран президентом на президентских выборах 2016 года. Партия Движение за демократию также получила большинство в Национальной ассамблее во время парламентских выборов 2016 года, положив конец пятнадцатилетнему большинству Африканской партии независимости Кабо-Верде в этом органе и избрав своего лидера Улисса Коррейю и Силву премьер-министром Кабо-Верде.

## История выборов

### Президентские выборы
| Выборы | Кандидат от партии           | Голоса     | %          | Голоса     | %          | Результат |
| Выборы | Кандидат от партии           | Первый тур | Первый тур | Второй тур | Второй тур | Результат |
| ------ | ---------------------------- | ---------- | ---------- | ---------- | ---------- | --------- |
| 1991   | Антониу Маскареньяс Монтейру | 70,623     | 73.4 %     | -          | -          | Выбран    |
| 1996   | Антониу Маскареньяс Монтейру | 81,821     | 92.1 %     | -          | -          | Выбран    |
| 2001   | Карлос Вейга                 | 60,719     | 45.8 %     | 75,815     | 50.0 %     | Проиграл  |
| 2006   | Карлос Вейга                 | 83,241     | 49.0 %     | -          | -          | Проиграл  |
| 2011   | Хорхе Карлос Фонсека         | 60,887     | 37.8 %     | 97,735     | 54.3 %     | Выбран    |
| 2016   | Хорхе Карлос Фонсека         | 93,010     | 74.08 %    | -          | -          | Выбран    |
| 2021   | Карлос Вейга                 | 78,603     | 42.39 %    | -          | -          | Проиграл  |

### Выборы Национальной ассамблеи
| Выборы | Лидер партии             | Голоса  | %      | Места    | +/-  | Позиция | Результат               |
| ------ | ------------------------ | ------- | ------ | -------- | ---- | ------- | ----------------------- |
| 1991   | Карлос Вейга             | 78,454  | 66.4 % | 56 из 79 | ▲ 56 | ▲ 1     | Подавляющее большинство |
| 1995   | Карлос Вейга             | 93,249  | 61.3 % | 50 из 72 | ▼ 6  | ▬ 1     | Подавляющее большинство |
| 2001   | Карлос Вейга             | 55,586  | 40.5 % | 30 из 72 | ▼ 20 | ▼ 2     | Оппозиция               |
| 2006   | Карлос Вейга             | 74,909  | 44.0 % | 29 из 72 | ▼ 1  | ▬ 2     | Оппозиция               |
| 2011   | Карлос Вейга             | 94,674  | 42.3 % | 32 из 72 | ▲ 3  | ▬ 2     | Оппозиция               |
| 2016   | Улиссеш Коррейя и Сильва | 122,881 | 54.5 % | 40 из 72 | ▲ 8  | ▲ 1     | Большинство             |
| 2021   | Улиссеш Коррейя и Сильва | 109,388 | 48.8 % | 38 из 72 | ▼ 2  | ▬ 1     | Большинство             |